# Dirphya fuscofasciata
Dirphya fuscofasciata är en skalbaggsart som först beskrevs av Stefan von Breuning och Teocchi 1978.  Dirphya fuscofasciata ingår i släktet Dirphya och familjen långhorningar. Inga underarter finns listade i Catalogue of Life.